# 藤原実兼 (太皇太后宮亮)
藤原 実兼（ふじわら の さねかね）は、平安時代後期の貴族。藤原北家閑院流、権大納言・藤原公実の子。官位は正四位上・刑部卿。

## 経歴
太皇太后宮亮のほか天仁元年（1108年）から永久3年（1115年）まで少納言、ついで備後守に任ぜられ、その任期終了後出家したとされる。
他の兄弟が待賢門院の兄として出世する中、公卿に昇進できなかった。角田文衛の説では、待賢門院の女房であった実兼の娘に鳥羽天皇が密通し、それを知った白河法皇が怒って女房を追放したことが原因ではないか、としている。

## 系譜
- 父：藤原公実
- 母：藤原永業の娘
- 妻：藤原知綱の娘
- 生母不詳の子女
  - 男子：藤原成兼 - 三条公教の養子
  - 男子：藤原季隆
  - 男子：公覚
  - 男子：顕舜
  - 女子：藤原光隆室